# Запорізьке Вище професійне училище «Моторобудівник»

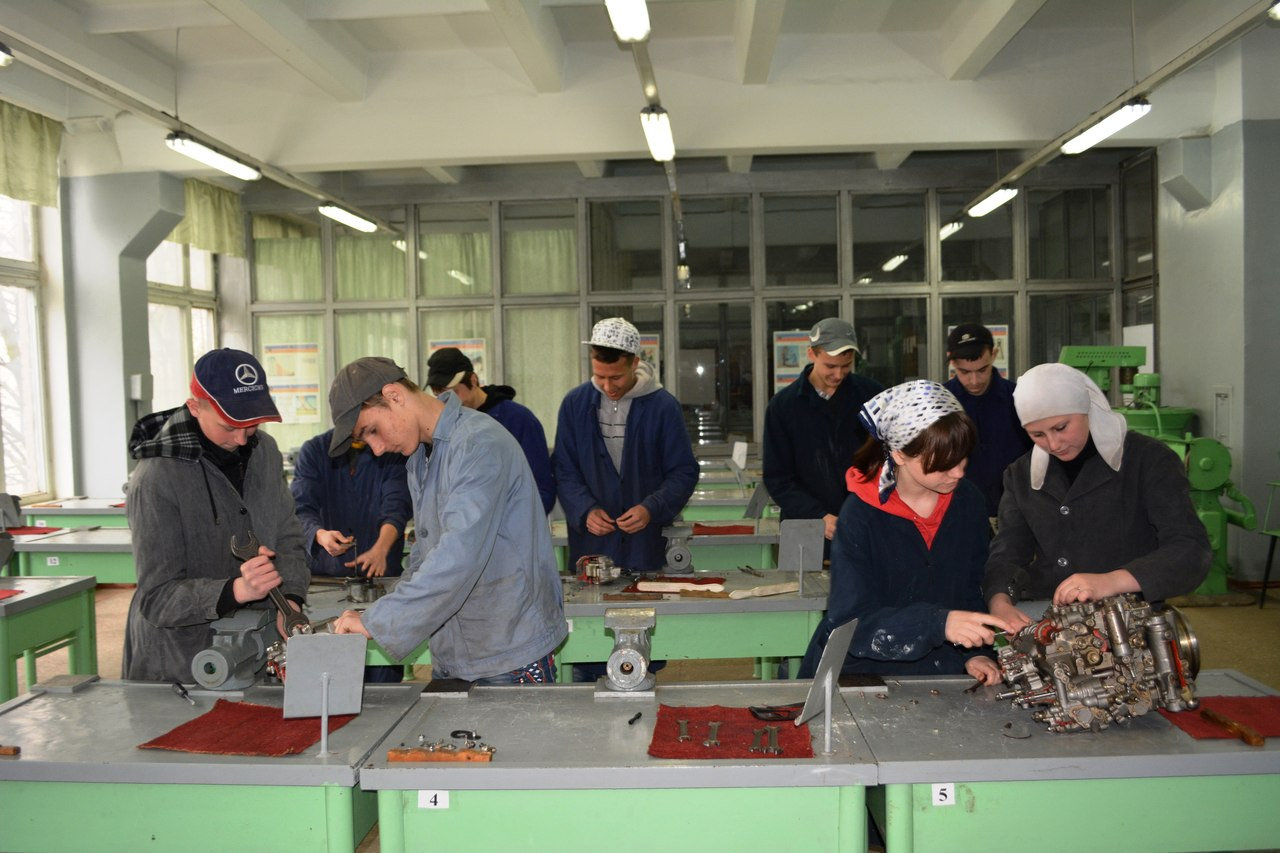
Група студентів «Моторобудівника»

Запорізьке Вище професійне училище «Моторобудівник» (ЗВПУМ) — професійно-технічний навчальний заклад Запорізької області.

## Історія училища
Становлення училища нерозривно пов'язане з процесом економічного розвитку України та підприємства «Мотор Січ». Так, у 1921 році на базі підприємства «Більшовик», сьогодні — «Мотор Січ», було створено фабрично-заводське училище (ФЗУ № 2), яке у жовтні 1940 року було перейменовано у ремісниче училище № 2(РУ 2).
Війна з німецько-фашистськими загарбниками порушила мирну працю українського народу і було прийнято рішення про евакуацію училища разом з підприємством в м. Омськ.
У 1954 році училище було перейменовано в технічне училище (ТУ-6).
У 1977 ТУ6 було перейменовано у середнє професійно — технічне училище № 20 і почало підготовку кадрів із середньою освітою.
В зв'язку з реорганізацією системи профтехосвіти України у 1997 році училище було об'єднано з ВПУ № 27 та стало його відділенням.
У 2011 році за підтримки підприємства «Мотор Січ» та депутата Верховної Ради, президента АТ «Мотор Січ», генерального конструктора -Богуслаєва В'ячеслава Олександровича, відділення було відокремлено в окрему навчальну одиницю та почало носити назву Державний навчальний заклад "Запорізьке вище професійне училище «Моторобудівник».

## Спеціальності

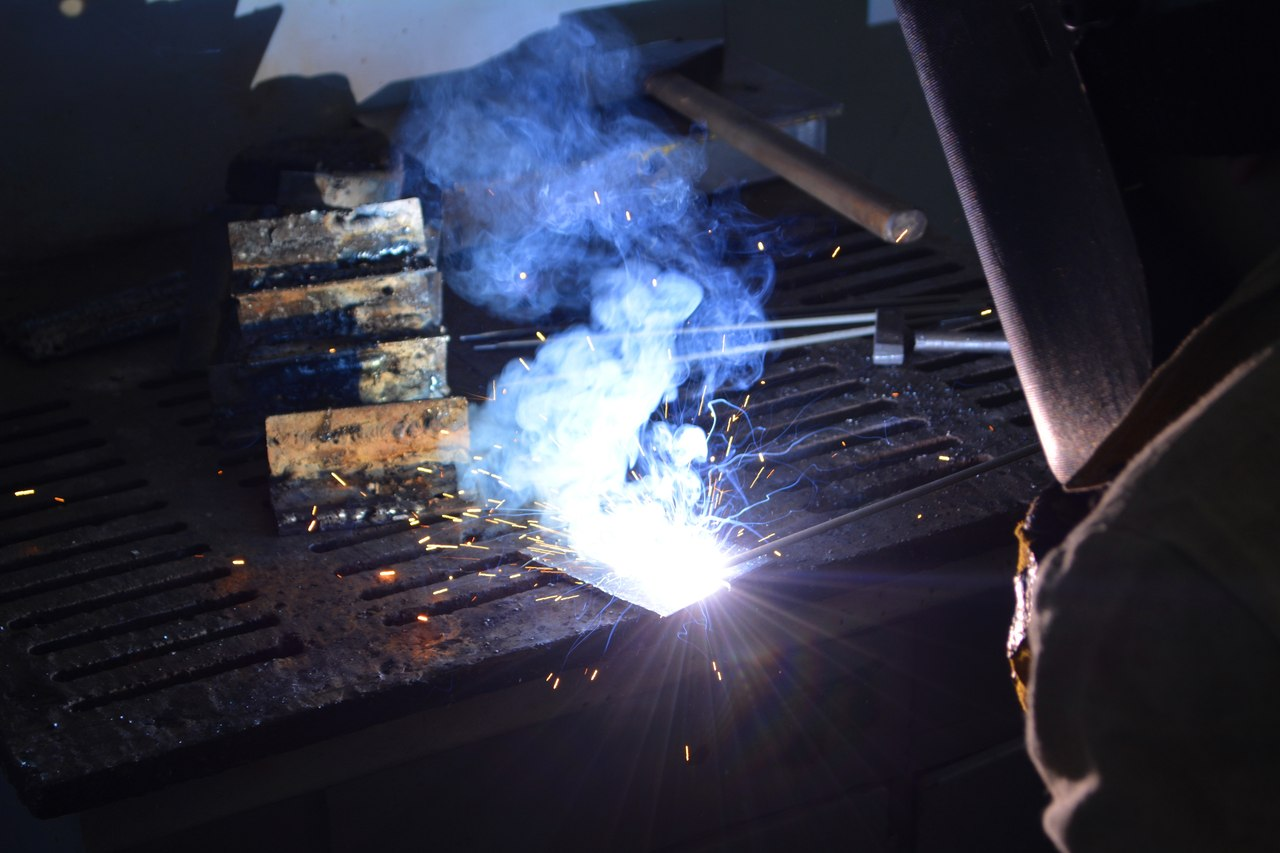
Навчання зварці

Базовим підприємством училища є АТ «Мотор Січ», одне з найкращих підприємств міста Запоріжжя та України, на замовлення якого училище готує молоді кадри для підприємства за наступними професіями: На базі 9 класів з отриманням середньої освіти — верстатник широкого профілю, оператор верстатів з програмним керуванням; — слюсар — складальник двигунів; — електрогазозварник, слюсар — механоскладальних робіт.
На базі 11 класів — слюсар — інструментальник; — токар; — електромонтер з ремонту та обслуговування електроустаткування; — контролер верстатних та слюсарних робіт (верстатні роботи).

## Навчально-виробнича база

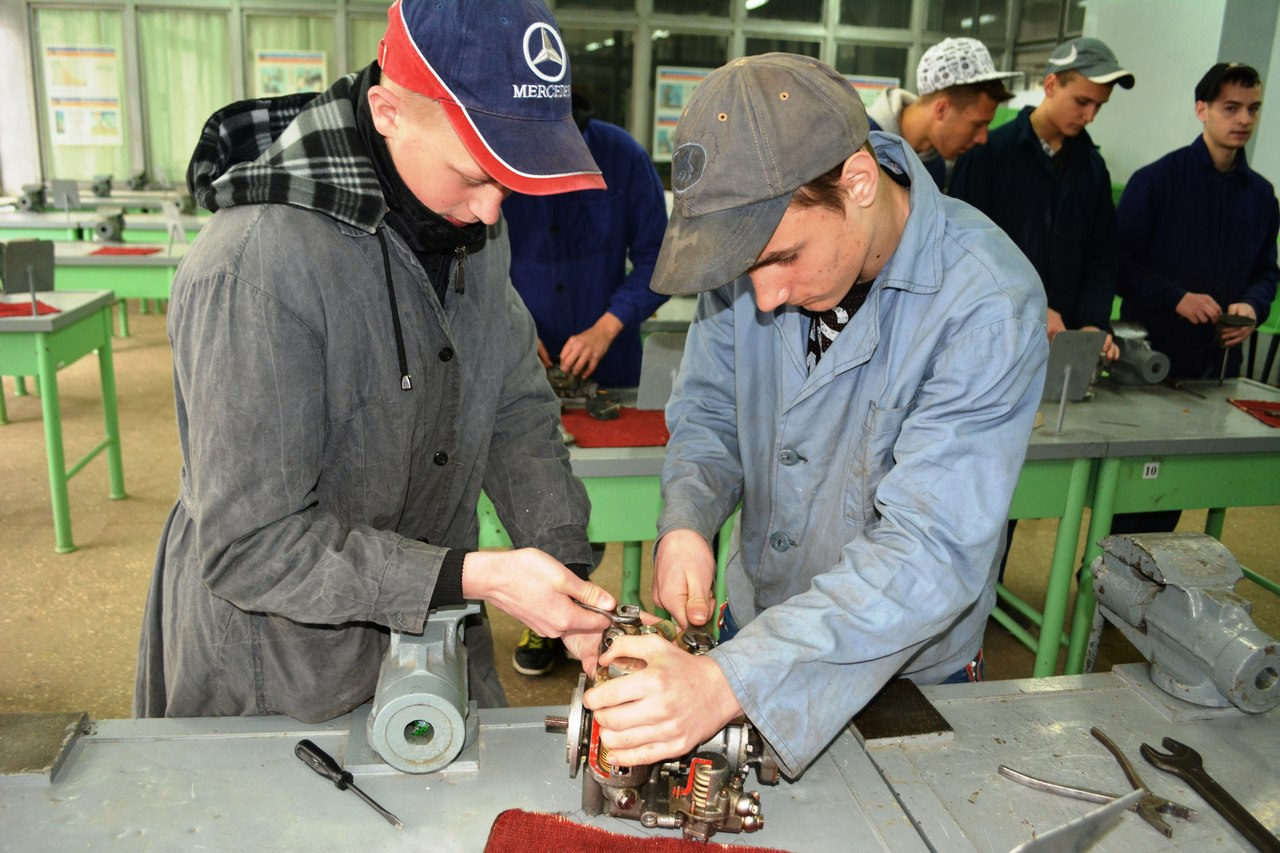
Студенти «Моторобудівника» на навчанні

Навчання з основ майбутньої професії учні здобувають в сучасних кабінетах, обладнаних комп'ютерною технікою, а для проведення виробничого навчання училище має достатню навчально-виробничу базу.
Виробничі майстерні — це дві просторі слюсарні майстерні, дві токарні, чудова фрезерна майстерня, електромонтажна, електрозварювальна та газозварювальна майстерні. Верстатний парк училища нараховує 120 верстатів.
Гордістю закладу є інструментальна комора, яка носить звання найкращої в Запорізькій області.
Учні проходять виробничу практику в цехах підприємства «Мотор Січ», за кожним з них закріплене робоче місце та висококваліфікований наставник, який допомагає вдосконалювати уміння і навички з обраної професії, отримані під час проходження практики в майстернях училища.

## Учнівське життя
Велику увагу в училищі приділяють виховній роботі. Кожен учень має можливість реалізувати свої здібності та нахили. В училищі працюють гуртки тістоплатики, авіамоделювання, вишивки, хореографії; спортивні секції: волейбол, баскетбол, міні — футбол, шашки, шахи, настільний теніс, аеробіка. Учасники гуртків та секцій ставали неодноразовими переможцями обласних конкурсів та змагань.
В училищі створено фан-клуб гандбольної команди «Мотор». Учасники фан-клубу супроводжують команду у нашому місті та на виїзних змаганнях, за рахунок спортивного комплексу «Стріла».
Учнями організовано видання училищної газети «Моторчик», автори якої неодноразово ставали призерами конкурсів для молодих журналістів.